# لورين مانينغ
لورين مانينغ (بالإنجليزية: Lauren Manning)‏ هي مصرفية الاستثمار ‏ أمريكية، ولدت في 1961.

## وصلات خارجية
- الموقع الرسمي
- لورين مانينغ على موقع IMDb (الإنجليزية)